# Zenkerella egregia
Espèce
Classification phylogénétique
Statut de conservation UICN

 VU  : Vulnérable
Zenkerella egregia est une espèce de plantes à fleurs du genre Zenkerella et de la famille des Fabaceae (anciennement Leguminosae). On ne la trouve qu'en Tanzanie.